# James Bond Junior
James Bond Junior (v anglickém originále James Bond Jr.) je americký dětský animovaný dobrodružný televizní seriál, který byl premiérově vysílán od 16. září 1991 do 13. prosince 1991 v syndikaci. V produkci společností Murakami-Wolf-Swenson a MGM Television vzniklo v jedné řadě celkem 65 dílů o délce přibližně 22 minut. Seriál je součástí franšízy o Jamesi Bondovi a pojednává o dobrodružstvích Bondova stejnojmenného mladého synovce a jeho přátel, kteří bojují proti teroristické organizaci S.C.U.M. Titulní postavu namluvil Corey Burton. V Česku byl seriál premiérově vysílán od 11. února 1996 do 28. listopadu 1996 na TV Nova.